# 雅雷地区圣普列斯特
雅雷地区圣普列斯特（法語：Saint-Priest-en-Jarez，法語發音：[sɛ̃ pʁijɛ ɑ̃ ʒaʁɛ]），法国东南部城市，奥弗涅-罗讷-阿尔卑斯大区卢瓦尔省的一个市镇，隶属于圣艾蒂安区，其市镇面积为3.07平方公里，2022年1月1日时人口数量为6,318人，在法国城市中排名第1,783位。
雅雷地区圣普列斯特位于卢瓦尔省南部，省会圣艾蒂安正北方向的一处山丘之上，是圣艾蒂安都会区的组成部分，也是圣艾蒂安的一个近郊卫星城，圣艾蒂安大学中心医院、圣艾蒂安城市公共交通车辆管理中心等设施位于其境内。阿尔及利亚裔足球运动员法奧齊·古拉姆出生于此。

## 地名来源
“圣普列斯特”一名来源于公元七世纪时的天主教圣人克莱蒙的普列斯特，其拉丁语写作“Sancto Prejecto”。他曾在此地建有一处修道院，后于公元666年成为克莱蒙主教。
“雅雷地区”（en-Jarez）这一后缀自1914年起成为当地官方名称的一部分。

## 历史

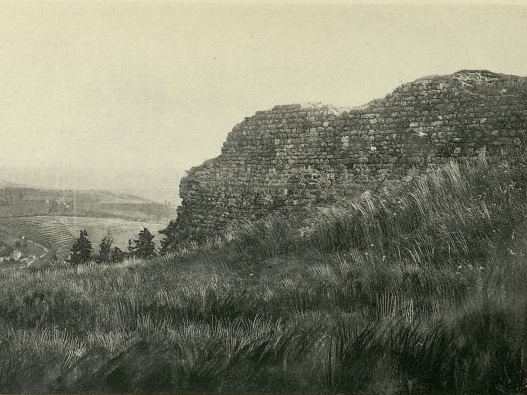
20世纪初雅雷地区圣普列斯特的一处城墙遗址

根据当地官方网站的论述，雅雷地区圣普列斯特始建于公元7世纪，其村落由克莱蒙的普列斯特创建。中世纪中后期，圣普列斯特长期为雅雷伯国的一部分，伯爵阿尔托二世曾在此建造城堡，后在17世纪末的一场大火中被烧毁。法国大革命后，圣普列斯特成为罗讷-卢瓦尔省的一个市镇，该省于1793年一分为二，圣普列斯特被划入卢瓦尔省内。19世纪时，圣普列斯特境内修建了新的教堂和十字架。19世纪末，随着圣艾蒂安的城市扩张以及该区域煤炭工业的发展，圣普列斯特境内出现了工厂，地方有轨电车路网亦有部分线路延伸至圣普列斯特境内。二战后，雅雷地区圣普列斯特人口数量快速增加，当地出现了集中式居民区。1972年，位于雅雷地区圣普列斯特的圣艾蒂安大学中心医院北病区建成。

## 地理

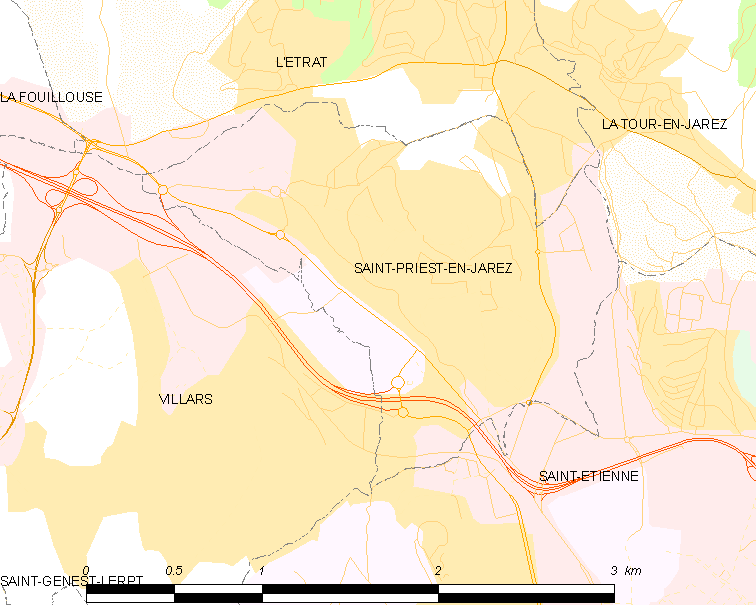
雅雷地区圣普列斯特市镇范围地图

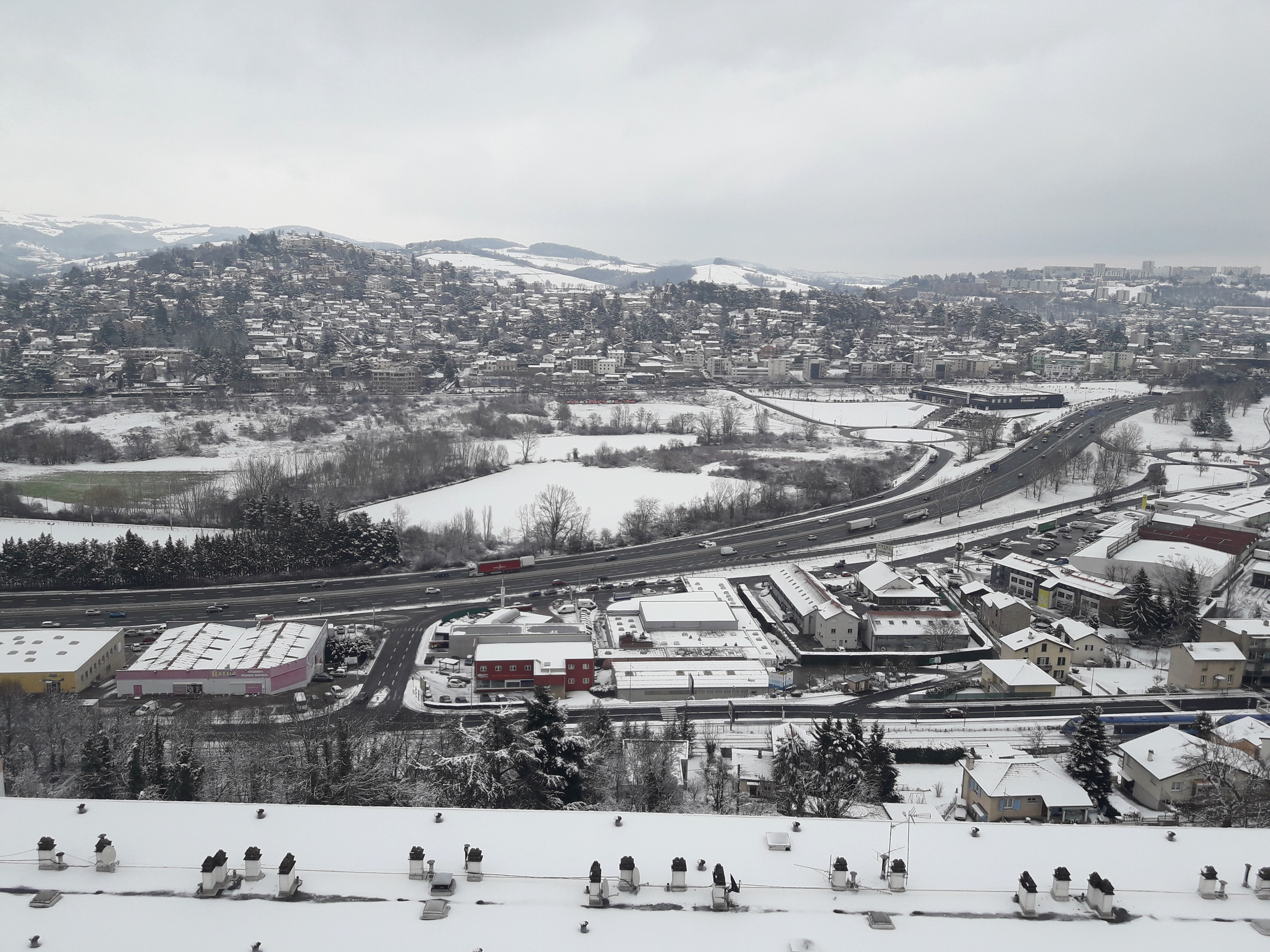
雪后的雅雷地区圣普列斯特

雅雷地区圣普列斯特位于法国东南部，奥弗涅-罗讷-阿尔卑斯大区中西部和卢瓦尔省南部，距离省会圣艾蒂安大约5公里。与雅雷地区圣普列斯特接壤的市镇包括：莱特拉、圣艾蒂安、维拉尔、雅雷地区拉图尔。

### 地形
雅雷地区圣普列斯特位于法国中央高原东部腹地，境内以丘陵为主，市镇中心位于一处地势相对平缓的山麓地带，全境海拔在437到590米之间。

### 水文
菲朗河自东南向西北流经雅雷地区圣普列斯特市区，属于卢瓦尔河水系。

### 植被
雅雷地区圣普列斯特属于温带阔叶混交林区，林地多分布于坡地地带，市区南部的巴亚尔围公园（Parc du Clos de Bayard）和西部的让·马克公园（Parc Jean Marc）是当地主要的城市绿地。
在鲜花城市的评比中，雅雷地区圣普列斯特被评为1星级鲜花城市。

### 气候
雅雷地区圣普列斯特在柯本气候分类法中属于带有温带海洋性气候及地中海气候特征的山地气候，因其距离海岸线相对较远，故又有一定的大陆性特征。
距离雅雷地区圣普列斯特最近的常年气象站位于昂德雷济约-布泰翁境内，以下为该气象站的数据：
| 昂德雷济约-布泰翁 1981年－2019年 | 昂德雷济约-布泰翁 1981年－2019年 | 昂德雷济约-布泰翁 1981年－2019年 | 昂德雷济约-布泰翁 1981年－2019年 | 昂德雷济约-布泰翁 1981年－2019年 | 昂德雷济约-布泰翁 1981年－2019年 | 昂德雷济约-布泰翁 1981年－2019年 | 昂德雷济约-布泰翁 1981年－2019年 | 昂德雷济约-布泰翁 1981年－2019年 | 昂德雷济约-布泰翁 1981年－2019年 | 昂德雷济约-布泰翁 1981年－2019年 | 昂德雷济约-布泰翁 1981年－2019年 | 昂德雷济约-布泰翁 1981年－2019年 | 昂德雷济约-布泰翁 1981年－2019年 |
| 月份                             | 1月                              | 2月                              | 3月                              | 4月                              | 5月                              | 6月                              | 7月                              | 8月                              | 9月                              | 10月                             | 11月                             | 12月                             | 全年                             |
| -------------------------------- | -------------------------------- | -------------------------------- | -------------------------------- | -------------------------------- | -------------------------------- | -------------------------------- | -------------------------------- | -------------------------------- | -------------------------------- | -------------------------------- | -------------------------------- | -------------------------------- | -------------------------------- |
| 历史最高温 °C（°F）              | 20 (68)                          | 23.2 (73.8)                      | 26.4 (79.5)                      | 28.8 (83.8)                      | 33.7 (92.7)                      | 38 (100)                         | 41.1 (106.0)                     | 39.3 (102.7)                     | 36 (97)                          | 29.2 (84.6)                      | 25.2 (77.4)                      | 20.2 (68.4)                      | 41.1 (106.0)                     |
| 平均高温 °C（°F）                | 6.8 (44.2)                       | 8.4 (47.1)                       | 12.4 (54.3)                      | 15.3 (59.5)                      | 19.8 (67.6)                      | 23.6 (74.5)                      | 26.7 (80.1)                      | 26.3 (79.3)                      | 22 (72)                          | 17.1 (62.8)                      | 10.8 (51.4)                      | 7.4 (45.3)                       | 16.4 (61.5)                      |
| 日均气温 °C（°F）                | 3.2 (37.8)                       | 4.3 (39.7)                       | 7.4 (45.3)                       | 10 (50)                          | 14.3 (57.7)                      | 17.8 (64.0)                      | 20.4 (68.7)                      | 20 (68)                          | 16.3 (61.3)                      | 12.6 (54.7)                      | 7.1 (44.8)                       | 4.1 (39.4)                       | 11.5 (52.7)                      |
| 平均低温 °C（°F）                | −0.4 (31.3)                      | 0.1 (32.2)                       | 2.4 (36.3)                       | 4.6 (40.3)                       | 8.8 (47.8)                       | 12 (54)                          | 14.2 (57.6)                      | 13.8 (56.8)                      | 10.7 (51.3)                      | 8 (46)                           | 3.3 (37.9)                       | 0.7 (33.3)                       | 6.5 (43.7)                       |
| 历史最低温 °C（°F）              | −25.6 (−14.1)                    | −22.5 (−8.5)                     | −13.9 (7.0)                      | −7.4 (18.7)                      | −3.9 (25.0)                      | −0.6 (30.9)                      | 2.9 (37.2)                       | 1.1 (34.0)                       | −2.6 (27.3)                      | −6.2 (20.8)                      | −10.6 (12.9)                     | −18.6 (−1.5)                     | −25.6 (−14.1)                    |
| 平均降水量 mm（）                | 36.6 (1.44)                      | 28.2 (1.11)                      | 36.7 (1.44)                      | 61.3 (2.41)                      | 91.6 (3.61)                      | 78.3 (3.08)                      | 64 (2.5)                         | 70.4 (2.77)                      | 75.7 (2.98)                      | 71.8 (2.83)                      | 63.1 (2.48)                      | 40.5 (1.59)                      | 718.2 (28.28)                    |
| 月均日照時數                     | 85.6                             | 108.8                            | 159.3                            | 182.4                            | 212.9                            | 239.5                            | 273.1                            | 251.4                            | 187.3                            | 133.5                            | 83.5                             | 67.9                             | 1,985.2                          |
| 来源：infoclimat.fr              |                                  |                                  |                                  |                                  |                                  |                                  |                                  |                                  |                                  |                                  |                                  |                                  |                                  |

## 行政区划
雅雷地区圣普列斯特的市镇编号为42275，邮政编号为42270。
在行政管理方面，雅雷地区圣普列斯特隶属于法国奥弗涅-罗讷-阿尔卑斯大区卢瓦尔省圣艾蒂安区；在地方选举方面，雅雷地区圣普列斯特被划入圣艾蒂安第五县，其市镇范围全境被划入卢瓦尔省第一选区；在社会管理方面，雅雷地区圣普列斯特是圣艾蒂安都会区的组成部分。
法国国家统计与经济研究所（简称）在进行数据统计时，将雅雷地区圣普列斯特及相邻的另外31个市镇设为圣艾蒂安城市核心区，并将包括核心区在内的周边共117个市镇划为圣艾蒂安城市区。自2020年起，圣艾蒂安城市区被包含105个市镇的圣艾蒂安城市辐射区代替。此外，还将雅雷地区圣普列斯特市镇分为了2个“块区”（IRIS），以便于统计人口分布情况。

## 交通

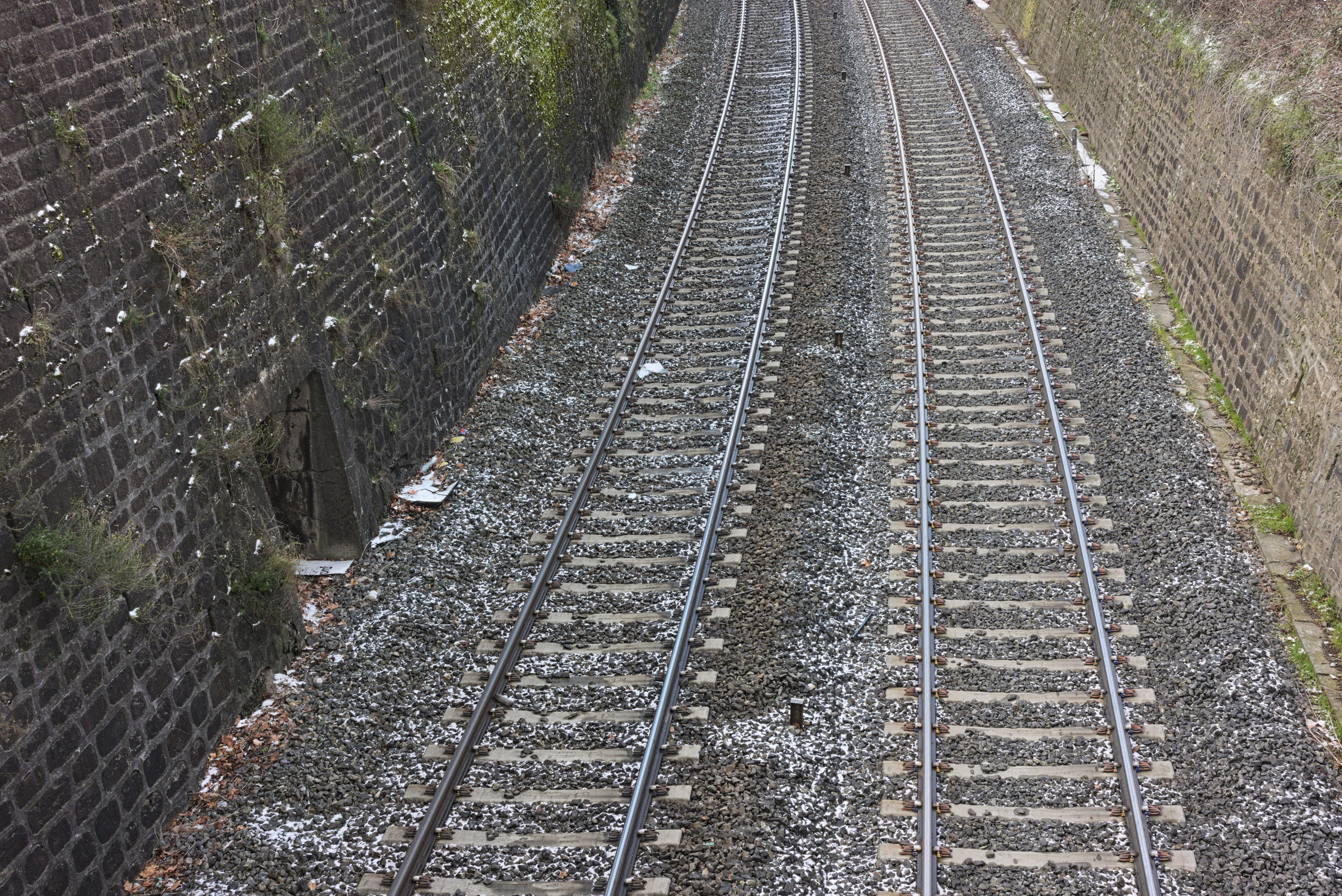
莫雷－里昂铁路雅雷地区圣普列斯特段

### 公路
法国国家A72号高速公路经过雅雷地区圣普列斯特，通过两处出入口连接市区，此外多条卢瓦尔省省道在雅雷地区圣普列斯特境内交汇。奥弗涅-罗讷-阿尔卑斯大区下属的城际客运提供巴士线路，可前往周边部分市镇。
| 11 | 1.2 |

| 12 | 1.5 |

| 圣艾蒂安 | 5 |

| 圣沙蒙 | 14 |

| 菲尔米尼 | 18 |

| 维拉尔 | 3 |

| 昂德雷济约 | 14 |

| 圣加尔米耶 | 19 |

2018年，78.5%的雅雷地区圣普列斯特家庭拥有至少一辆私人汽车。2019年，雅雷地区圣普列斯特境内共发生各类交通事故2起，造成2人受伤。

### 铁路
雅雷地区圣普列斯特位于莫雷－里昂铁路上。距离雅雷地区圣普列斯特最近的运营中的客运铁路车站为圣艾蒂安平台站，该站位于圣艾蒂安市区北部，停靠往返于圣艾蒂安和罗阿讷以及利尼翁河畔博安一线的区域列车。

### 航空
距离雅雷地区圣普列斯特最近的民用航空站为里昂圣埃克絮佩里机场，距离雅雷地区圣普列斯特市中心的公路里程约80公里。

### 城市公共交通
雅雷地区圣普列斯特是圣艾蒂安城市公共交通（商业名称为）的服务范围，后者是圣艾蒂安都会区的城市公共交通系统。截至2022年8月，该系统共包括三条有轨电车线路和数十条公交线路，其中有轨电车T1线、T3线和公交8路、16路、17路、25路、27路、37路经过雅雷地区圣普列斯特市区。

## 政治

### 市政内阁
雅雷地区圣普列斯特的现任市长为克里斯蒂安·塞尔旺先生（Christian SERVANT），他是一名无党派人士，在2020年的市政选举中获得了100%的支持率（无其他候选人）。
| 雅雷地区圣普列斯特历届市长 | 雅雷地区圣普列斯特历届市长           | 雅雷地区圣普列斯特历届市长 |
| 任期                       | 市长                                 | 党派                       |
| -------------------------- | ------------------------------------ | -------------------------- |
| 1945年－1952年             | Albert RAIMOND 阿尔贝·赖蒙           | 不详                       |
| 1952年－1975年             | Claudius COTTIER 克洛迪尤斯·科蒂耶   | 不详                       |
| 1975年－2001年             | Claude CHABOISSIER 克洛德·沙布瓦西耶 | DVG左翼无党派人士          |
| 2001年－2008年             | Jean FAVERJON 让·法韦尔容            | CNIP全国独立人士与农民中心 |
| 2008年－2020年             | Jean-Michel PAUZE 让-米歇尔·波兹     | DVG左翼无党派人士          |
| 2020年－                   | Christian SERVANT 克里斯蒂安·塞尔旺  | 無黨籍                     |

### 各级选举
| 雅雷地区圣普列斯特历届投票选举结果 | 雅雷地区圣普列斯特历届投票选举结果 | 雅雷地区圣普列斯特历届投票选举结果 | 雅雷地区圣普列斯特历届投票选举结果 | 雅雷地区圣普列斯特历届投票选举结果   | 雅雷地区圣普列斯特历届投票选举结果 | 雅雷地区圣普列斯特历届投票选举结果 | 雅雷地区圣普列斯特历届投票选举结果   | 雅雷地区圣普列斯特历届投票选举结果 | 雅雷地区圣普列斯特历届投票选举结果 |
| 选举项目                           | 选举范围                           | 选区单位                           | 选区单位内的选举结果               | 选区单位内的选举结果                 | 选区单位内的选举结果               | 选区单位内的选举结果               | 选区单位内的选举结果                 | 选区单位内的选举结果               | 参考资料                           |
| 选举项目                           | 选举范围                           | 选区单位                           | 第一轮胜出者                       | 第一轮胜出者                         | 支持率                             | 第二轮胜出者                       | 第二轮胜出者                         | 支持率                             | 参考资料                           |
| ---------------------------------- | ---------------------------------- | ---------------------------------- | ---------------------------------- | ------------------------------------ | ---------------------------------- | ---------------------------------- | ------------------------------------ | ---------------------------------- | ---------------------------------- |
| 2017年法國總統選舉                 | 法國                               | 市镇                               |                                    | 埃马纽埃尔·马克龙                    | 27.44%                             |                                    | 埃马纽埃尔·马克龙                    | 71.14%                             | [ 19 ]                             |
| 2017年法国立法选举                 | 卢瓦尔省第一选区                   | 市镇                               |                                    | 玛嘉莉·维亚龙                        | 38.47%                             |                                    | 玛嘉莉·维亚龙                        | 55.55%                             | [ 19 ]                             |
| 2019年欧洲议会选举                 | 法國                               | 市镇                               |                                    | 娜塔莉·卢瓦索                        | 28.06%                             | （不适用）                         | （不适用）                           | （不适用）                         | [ 21 ]                             |
| 2021年法国省级选举                 | 卢瓦尔省                           | 县                                 |                                    | 瑞吉斯·胡安尼科 玛丽-米歇尔·维亚莱顿 | 52.13%                             |                                    | 瑞吉斯·胡安尼科 玛丽-米歇尔·维亚莱顿 | 60.96%                             | [ 22 ]                             |
| 2021年法国省级选举                 | 卢瓦尔省                           | 市镇                               |                                    | 瑞吉斯·胡安尼科 玛丽-米歇尔·维亚莱顿 | 48.98%                             |                                    | 瑞吉斯·胡安尼科 玛丽-米歇尔·维亚莱顿 | 55.8%                              | [ 22 ]                             |
| 2021年法国大区选举                 |                                    | 市镇                               |                                    | 洛朗·沃基耶                          | 42.92%                             |                                    | 洛朗·沃基耶                          | 55.19%                             | [ 23 ]                             |
| 2022年法国总统选举                 | 法國                               | 市镇                               |                                    | 埃马纽埃尔·马克龙                    | 33.99%                             |                                    | 埃马纽埃尔·马克龙                    | 65.75%                             | [ 19 ]                             |
| 2022年法国立法选举                 | 卢瓦尔省第一选区                   | 市镇                               |                                    | 康坦·巴塔永                          | 31.15%                             |                                    | 康坦·巴塔永                          | 66.96%                             | [ 19 ]                             |

## 人口
2018年，雅雷地区圣普列斯特市镇人口数量为6,092，在法国排名第1,783位。其中男性2,838人，女性3,254人，75岁及以上人口占10.6%，外籍人口数量为1,197人，人口密度为1,984人/平方公里，当地居民被称为（男性）或（女性）。2019年，雅雷地区圣普列斯特境内出生56人，死亡人口71人。
| 雅雷地区圣普列斯特1901年－2019年人口变化情况 |
|                                              |
| 数据来源：Cassini、INSEE                     |

## 经济
雅雷地区圣普列斯特是圣艾蒂安的一个近郊卫星城。截止2022年8月，雅雷地区圣普列斯特市镇范围内共有各类用人单位（包含自雇）1,368家，平均历史为15年，其中98.09%为中小型企业（PME），2022年6月至8月间，当地的经济活力指数为0.37%。（大型零售）、（特种机械生产）及（体育器材销售）是当地2021年营业额最高的三个企业，分别为25,808,011欧元、10,030,402欧元和6,202,230欧元。

## 财政与居民收入
2020年，雅雷地区圣普列斯特的财政收入总额为8,636,250欧元，财政支出总额为8,123,780欧元，当年的债务总额为6,026,800欧元。2021年，雅雷地区圣普列斯特市镇共获得69,631欧元的国家财政补助，比上一年增加了1.76%。
2019年，雅雷地区圣普列斯特的人均月收入总额为2,495欧元，其中高级职员为4,213欧元，低于法国平均水平（4,230欧元）；中级职员为2,496欧元，高于法国平均水平（2,411欧元）；普通职员为1,820欧元，高于法国平均水平（1,740欧元）。
2018年，雅雷地区圣普列斯特境内的青壮年（15至64岁）失业率为9.6%，当地59.6%的家庭拥有纳税资格，平均纳税5,159欧元，高于法国平均水平（3,910欧元）。

## 社会事务

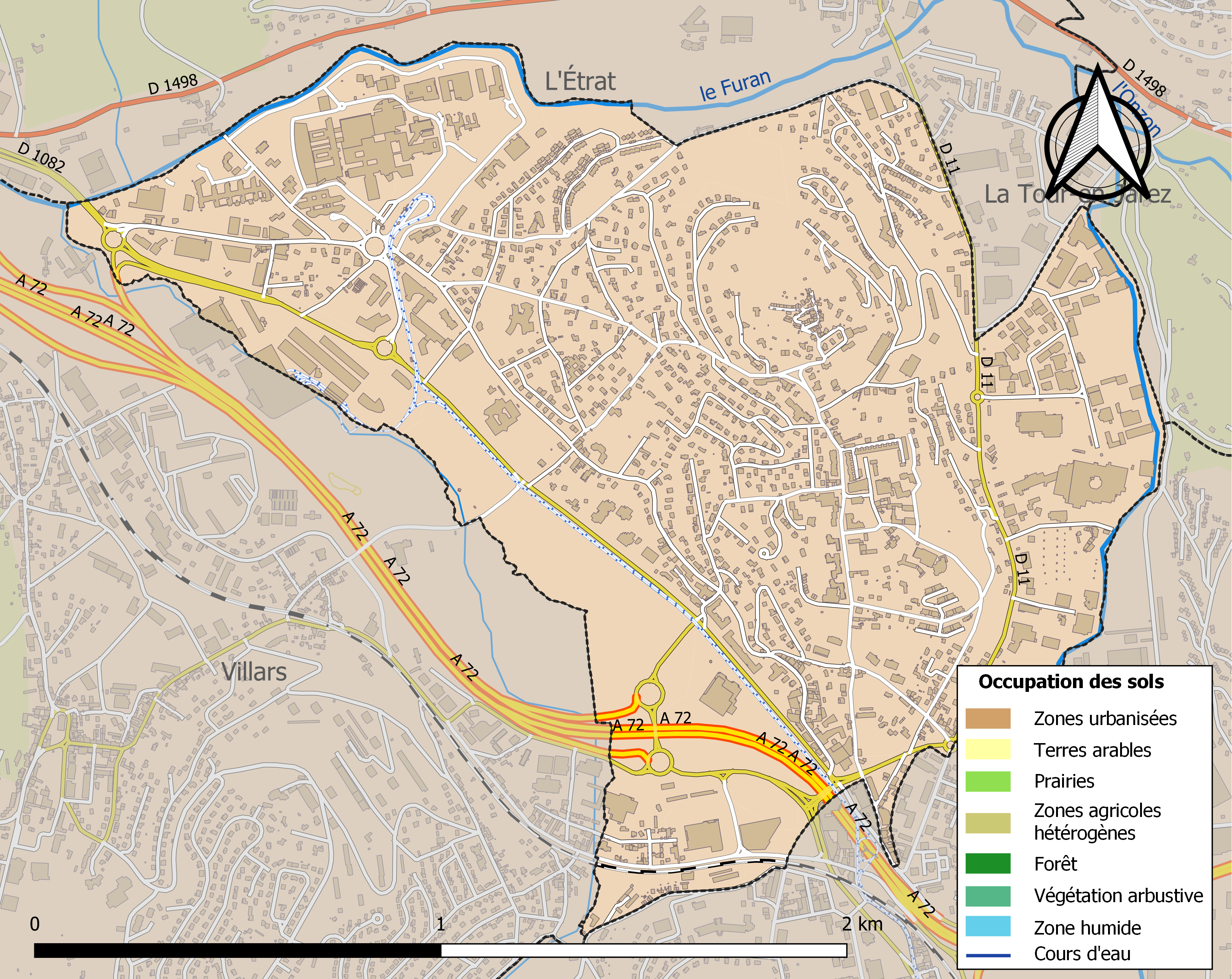
雅雷地区圣普列斯特土地利用情况地图

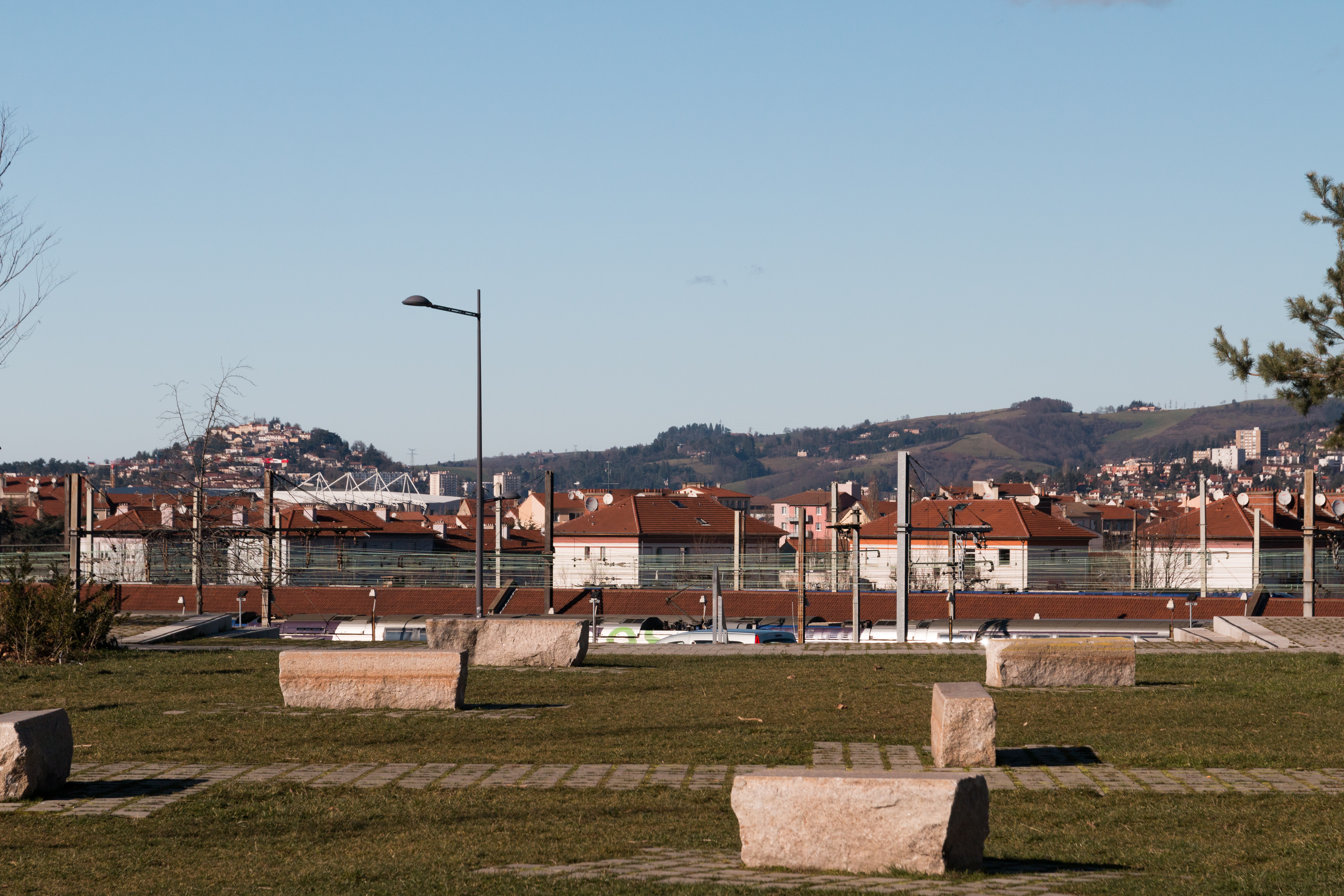
从勒加尔停车场眺望雅雷地区圣普列斯特

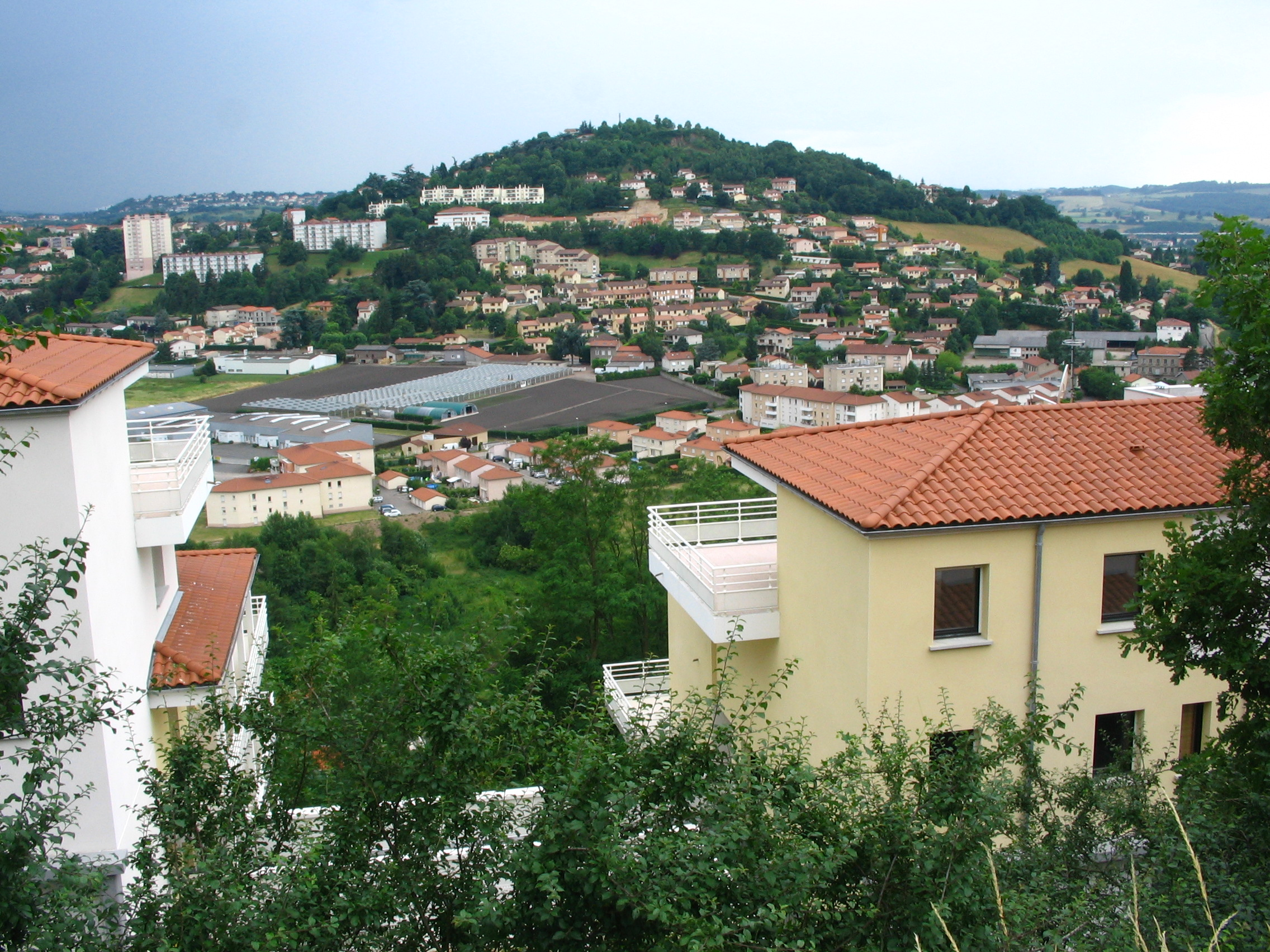
雅雷地区圣普列斯特民居

### 教育
雅雷地区圣普列斯特属于里昂学区。截止2020年1月1日，雅雷地区圣普列斯特境内共有3所小学和1所普通高中。2018至2019学年度，雅雷地区圣普列斯特境内共有在校中等教育阶段学生753名。

### 医疗
截止2020年1月1日，雅雷地区圣普列斯特境内共有全科医生19名、保健师11名、牙医9名、护士10名、眼科医生2名、皮肤科医生4名、儿科医生2名和妇科医生1名。境内共有药房3家、养老院3家、残疾人帮扶中心1家。
圣艾蒂安大学中心医院是法国的一个区域性医疗机构及大学教学医院，其主病区“北医院”（Hôpital Nord）位于雅雷地区圣普列斯特境内，设有床位1,276个，是卢瓦尔省境内规模最大的公立综合性医院。此外该机构还在雅雷地区圣普列斯特设有一处癌症研究中心，以圣艾蒂安医学家吕西安·诺伊维尔特命名。

### 住房
2018年，雅雷地区圣普列斯特境内共有各类住房3,109套，其中37.0%为独立式居民区，59.4%为集中式居民区。常住房屋占雅雷地区圣普列斯特市镇范围内居民建筑总量的87.6%。
在住房保障政策方面，2020年，雅雷地区圣普列斯特境内共有619户家庭获得了住房经济补助，受益人数占总人口数量的10.2%，其中607份为房租补助。

### 商业
2019年，雅雷地区圣普列斯特境内共有各类实体商铺160家，其中餐厅26家、大型超市5家、杂货店3家、面包房7家、肉铺3家、书店6家、装饰品店2家、银行门店1家、美容美发店6家、汽车维修店17家。市区西北部的拉塔里约街区（Ratarieux）建有开放式商业街区，有卡西诺、Intersport、Leroy Merlin等大型商场。

### 体育
2020年，雅雷地区圣普列斯特境内共有3间体育馆、1座综合体育场、4处网球场、2处足球或橄榄球场以及3处篮球或排球场。
截至2022年8月，圣普列斯苏塞科勒拉伊克（Sous Ecoles Laïques Saint-Priest，编号525875）是当地唯一的注册足球俱乐部，成立于1972年，其主队2022至2023赛季参加奥弗涅-罗讷-阿尔卑斯大区足球联赛丙组（法国第八级别），其主场为拉巴尔热特-卡米耶·德罗什塔耶球场（Stade de la Bargette Camille de Rochetaillée）。

### 环境
雅雷地区圣普列斯特的环境事务由其所属的圣艾蒂安都会区联合各级政府协调负责。2019年，雅雷地区圣普列斯特境内共有1家污染企业。

### 治安
雅雷地区圣普列斯特及其附近的共7个市镇是圣艾蒂安警区（zone police de Saint Etienne）的管辖范围。2020年，该警区累计记录各类案件13,685起，其中盗窃类案件8,085起，经济类案件1,655起，毒品交易类案件787起。

## 文化

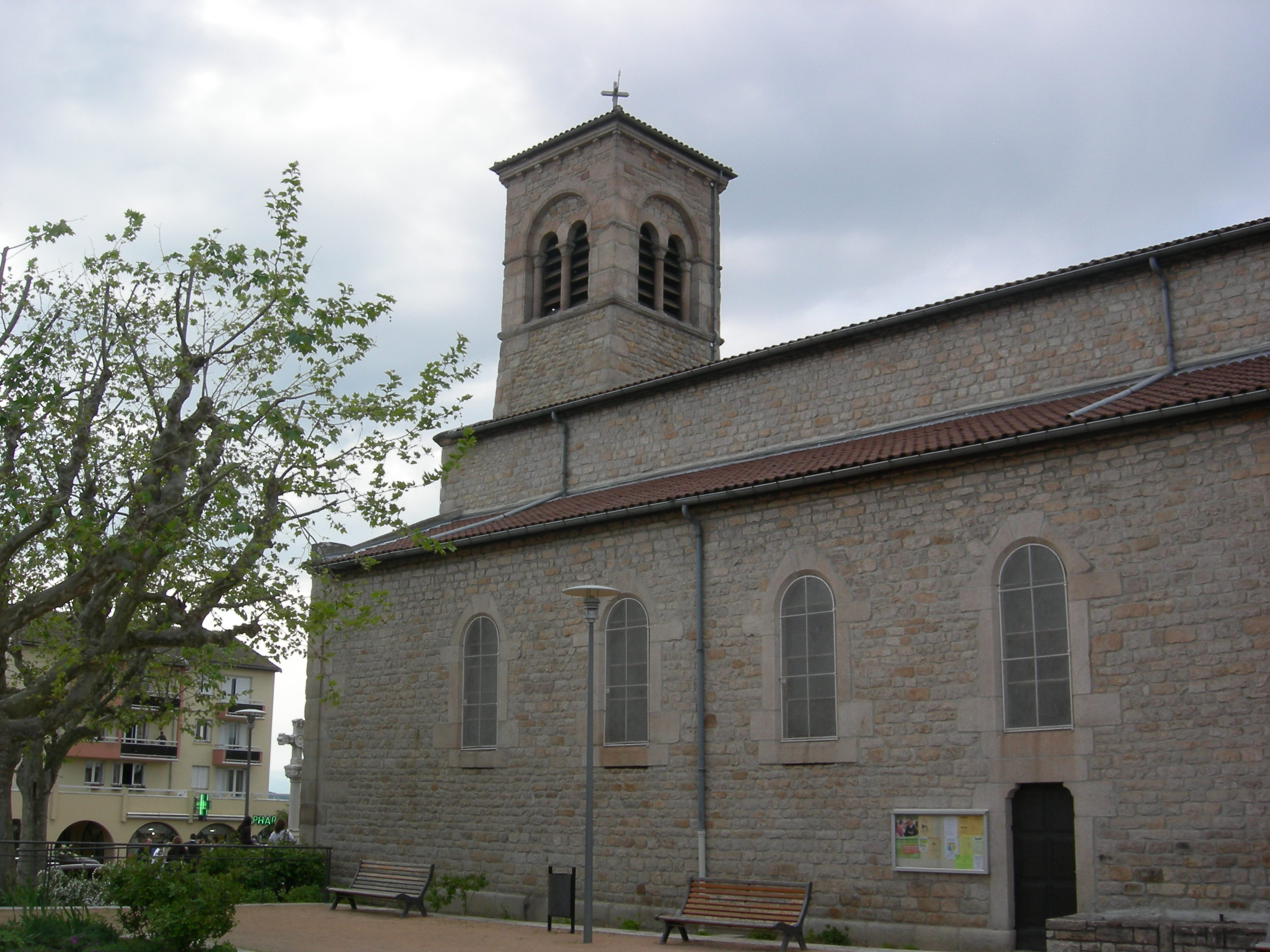
雅雷地区圣普列斯特圣普里教堂

2020年，雅雷地区圣普列斯特境内有1家剧场。雅雷地区圣普列斯特市政府开设有安德烈·谢兹多媒体中心（Médiathèque Andrée Chaize），每周二至六向公众开放。

### 建筑
雅雷地区圣普列斯特境内有多处历史建筑，其中镇中心的雅雷地区圣普列斯特圣普里教堂是当地的地标性建筑物。现代艺术博物馆（Musée d'art moderne et contemporain）建成于1987年，其展区面积约3,000平方米，定期举办各类现代文化艺术活动；圣艾蒂安地区城市公共交通博物馆建成于1993年，该馆收藏有各年代的城市公共交通工具。

### 旅游
雅雷地区圣普列斯特的旅游事务由其所属的圣艾蒂安都会区负责。2021年，雅雷地区圣普列斯特境内暂无任何游客接待设施。

### 媒体
法国主要的媒体均可在雅雷地区圣普列斯特接收，法国电视三台下属的奥弗涅-罗讷-阿尔卑斯大区频道在部分时段播出雅雷地区圣普列斯特所属区域的地方新闻。《进步报》、蓝色法兰西圣艾蒂安广播、Scoop广播、卢瓦尔省电视台等为当地主要的地方性媒体。

## 相关人物
法国女子现代五项运动员艾洛蒂·克劳威尔、阿尔及利亚裔足球运动员法奧齊·古拉姆和法国足球运动员佐迪·加斯柏出生于雅雷地区圣普列斯特。

## 友好城市
截至2022年8月，雅雷地区圣普列斯特共与一座城市互为友好城市关系：
- 马达加斯加 布拉哈島